# Herbert Nicol
Herbert Saint John Nicol (ur. 12 kwietnia 1873 w Birmingham, zm. 10 lutego 1950 w North Vancouver) – brytyjski rugbysta, olimpijczyk, zdobywca srebrnego medalu w turnieju rugby union na Letnich Igrzyskach Olimpijskich w 1900 roku w Paryżu.
Podobnie jak ojciec pracował w banku. Rugby uprawiał także jeden z jego braci.

## Kariera sportowa
W trakcie kariery sportowej związany był z klubem Old Edwardians RFC, także jako kapitan. W 1900 roku z Moseley Wanderers RFC jako przedstawicielem Wielkiej Brytanii – zagrał w turnieju rugby union na Letnich Igrzyskach Olimpijskich 1900. W rozegranym 28 października 1900 roku na Vélodrome de Vincennes spotkaniu Brytyjczycy ulegli Francuzom 8:27. Oznaczało to zdobycie przez Brytyjczyków srebrnego medalu ex aequo z Niemcami, jako że zaplanowany na 11 listopada mecz z reprezentującym Cesarstwo Niemieckie klubem SC 1880 Frankfurt nie doszedł do skutku.